# Leignes-sur-Fontaine
Leignes-sur-Fontaine ist eine französische Gemeinde mit 644 Einwohnern (Stand: 1. Januar 2022) im Département Vienne in der Region Nouvelle-Aquitaine. Sie gehört zum Arrondissement Montmorillon und zum Kanton Chauvigny.

## Geographie
Leignes-sur-Fontaine liegt etwa 30 Kilometer ostsüdöstlich von Poitiers. Umgeben wird Leignes-sur-Fontaine von den Nachbargemeinden Fleix und Paizay-le-Sec im Norden, Antigny im Osten und Nordosten, Jouhet im Osten, Pindray im Süden und Südosten, Chapelle-Viviers im Süden und Südwesten sowie Chauvigny im Westen. Im südlichen Gemeindegebiet entspringt das Flüsschen Servon, das zur Vienne entwässert.

## Bevölkerungsentwicklung
| Jahr                      | 1962 | 1968 | 1975 | 1982 | 1990 | 1999 | 2006 | 2013 |
| Einwohner                 | 674  | 586  | 505  | 512  | 467  | 513  | 528  | 608  |
| Quelle: Cassini und INSEE |      |      |      |      |      |      |      |      |

## Sehenswürdigkeiten
Siehe auch: Liste der Monuments historiques in Leignes-sur-Fontaine
- Kirche Saint-Hilaire, seit 1957 Monument historique
- Burg Vaucour, seit 1973 Monument historique

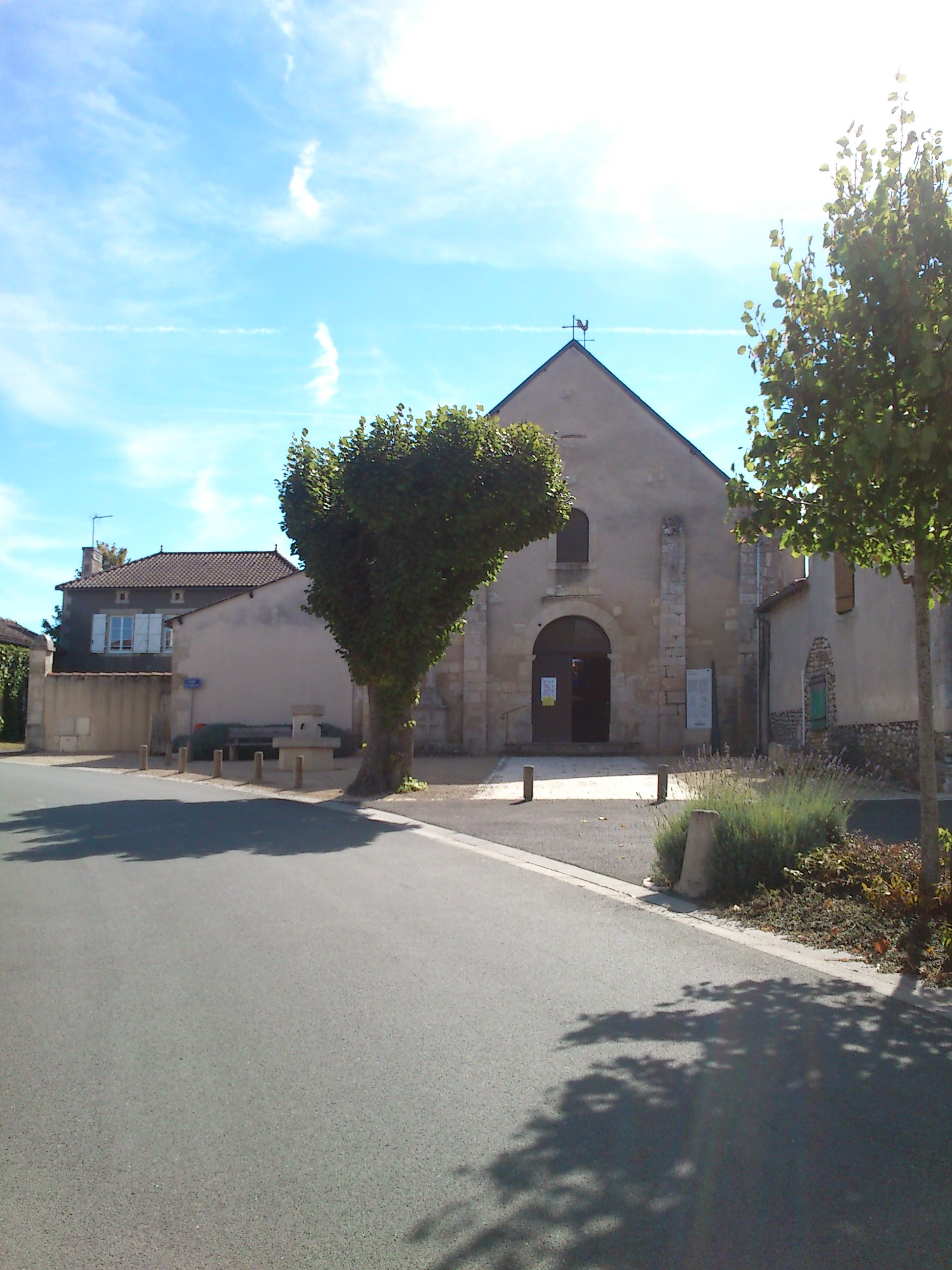
Kirche Saint-Hilaire
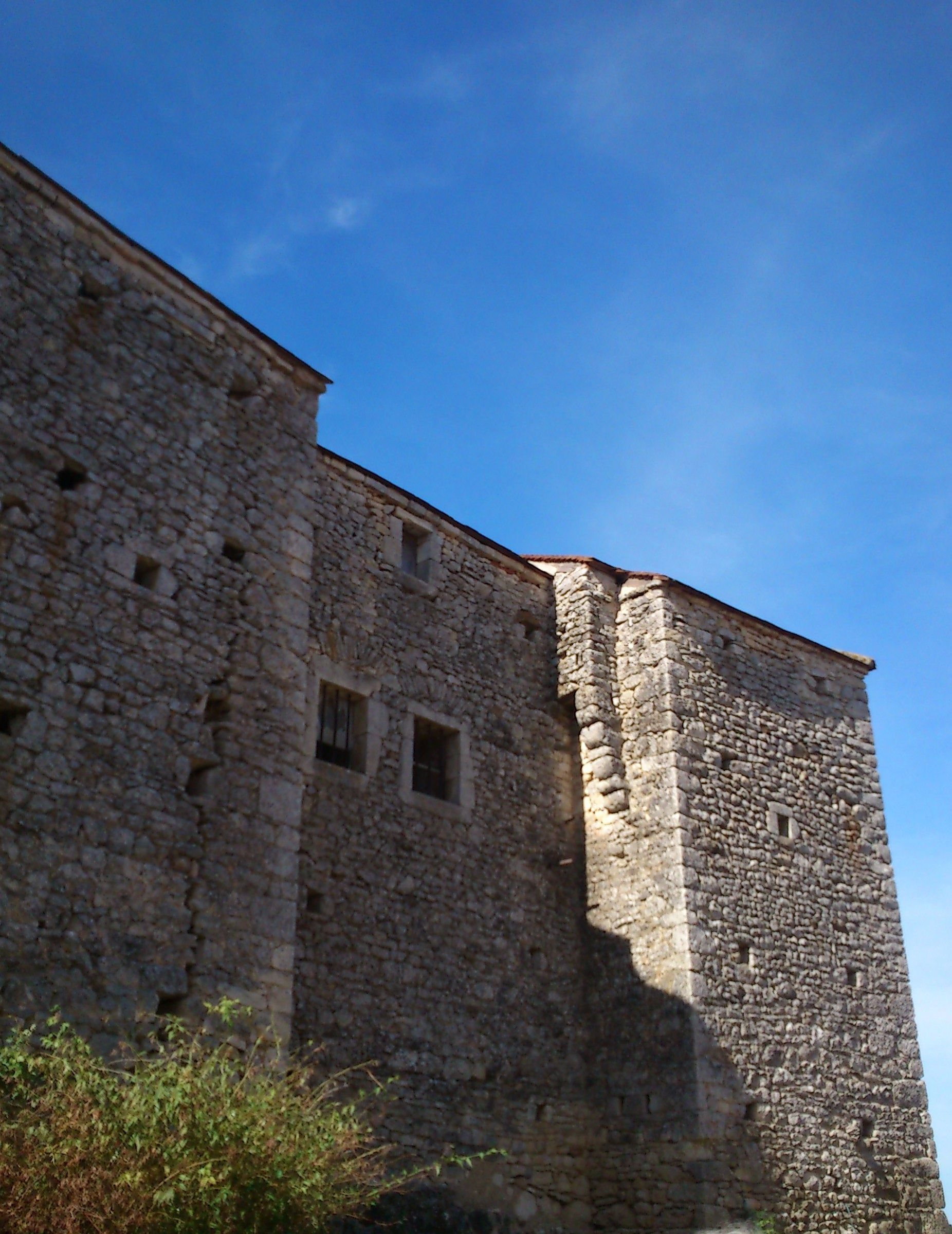
Burg Vaucour